# Martin van Drunen
Martin van Drunen is een Nederlandse deathmetalzanger.

## Carrière
Van Drunen begon in de band Pestilence. In deze band deed hij live ook de basgitaar. Hij nam twee albums op met deze band, namelijk Malleus Malificarum en Consuming Impulse. Na zijn vertrek uit Pestilence trad hij toe tot Asphyx als de zanger. Met deze band nam hij eveneens twee albums op, The Rack en Last One on Earth.
Van Drunen was een gastzanger op het tweede album van Comecon, Converging Conspiracies, waarna hij een eigen band vormde onder de naam Submission.
In 1995 werd hem gevraagd Karl Willetts te vervangen in de Engelse deathmetalband Bolt Thrower. Hij deed twee tournees met hen maar nam geen enkel album op. Hij besloot Bolt Thrower te verlaten toen hij last kreeg van een haarziekte, alopecia areata, waardoor zijn haar uitviel. Daarna vervoegde hij Death By Dawn.
In 2008 bracht hij met de band Hail of Bullets de cd ...Of Frost and War uit.
Later werd Asphyx nieuw leven ingeblazen. In 2009 kwam een single uit getiteld Death...The Brutal Way.

## Discografie

### Met Pestilence
- Malleus Maleficarum
- Consuming Impulse

### Met Asphyx
- The Rack
- Crush the Cenotaph
- Last One on Earth
- Death...The Brutal Way
- Deathhammer
- Incoming Death
- Necroceros

### Met Comecon
- Converging Conspiracies

### Met Hail of Bullets
- ...Of Frost and War
- Warsaw Rising (ep)
- On Divine Winds
- III: The Rommel Chronicles